# Špalír (Liblín)
Špalír je habrová alej spojující Liblín s Horním Liblínem. Nachází se nedaleko liblínského zámku a má délku necelých 350 m. Roku 2013 byla odkoupena liblínskou obcí od soukromého majitele a v roce 2014 nominována do ankety Alej roku, kde se umístila na 24. až 25. místě.